# Wapen van Abcoude

Het wapen van de voormalige gemeente Abcoude.

Het wapen van Abcoude werd op 11 september 1816 aan de gemeente Abcoude toegekend. Het jaar daarop werd de gemeente opgeheven. De gemeente werd gesplitst in de gemeentes Abcoude-Baambrugge en Abcoude-Proosdij. Op 3 augustus 1948 kreeg een nieuwe gemeente Abcoude een nieuw wapen toegekend. Deze gemeente kwam voort uit een fusie tussen Abcoude-Baambrugge en Abcoude-Proosdij. Het wapen bleef tot 1 januari 2011 in gebruik, die dag ging de gemeente op in de fusiegemeente De Ronde Venen.

## Geschiedenis
Het wapen van de eerste gemeente Abcoude was gelijk aan het familiewapen van de familie Van Zuylen. Zij waren de oorspronkelijke bezitters van de heerlijkheid Abcoude-Baambrugge, welke exact hetzelfde wapen gebruikte. Na de splitsing van Abcoude in 1817 gebruikte de gemeente Abcoude-Baambrugge dit wapen.
De tweede gemeente Abcoude combineerde de beide wapens van de voorgaande gemeentes.

## Blazoen

Het eerste wapen van Abcoude, later het wapen van Abcoude-Baambrugge.

Door het uit elkaar gaan en weer fuseren heeft de gemeente Abcoude twee wapens gehad en daarmee dus ook twee blazoeneringen.

### Eerste wapen
De blazoenering van het wapen dat op 11 september 1816 aan de gemeente werd toegekend luidde als volgt:
Zijnde van keel 3 beladen met 3 zuilen van zilver.
Het betreft hier een rood schild met daarop drie zilveren zuilen. De zuilen staan als 2 -1, dus twee zuilen boven in het schild en een onderin.

### Tweede wapen
De blazoenering van het wapen dat op 3 augustus 1948 aan de gemeente werd toegekend luidde als volgt:
Doorsneden: I in azuur 2 schuingekruiste zilveren sleutels, II in keel 3 zilveren zuilen, geplaatst 2 en 1. Het schild gedekt door een gouden kroon van 3 bladeren en 2 parels.
Dit wapen, het tweede en laatste van de gemeente Abcoude, is horizontaal doorsneden. De bovenste helft is blauw van kleur met daarop twee gekruiste zilveren sleutels. De sleutels staan schuin, als in een x.

De onderste helft toont het oude wapen van de vorige gemeente Abcoude. Dit is dus rood met daarop de drie pilaren. Het schild wordt gedekt door een gouden kroon met 3 bladeren en daartussen in totaal 2 parels.

## Overeenkomstige wapens
De volgende wapens hebben overeenkomsten met het wapen van Abcoude:

Het wapen van Abcoude-Proostdij
Het wapen van Abcoude-Baambrugge
Het wapen van Breukelen-Sint Pieters
Het wapen van Culemborg
Het wapen van Vianen
Het wapen van Zuilen

Abcoude
· Abcoude-Baambrugge
· Abcoude-Proostdij
· Achttienhoven
· Amerongen
· Benschop
· Breukelen
· Breukelen-Nijenrode
· Breukelen-Sint Pieters
· Bunnik
· Cothen
· Darthuizen
· De Vuursche
· Doorn
· Driebergen
· Driebergen-Rijsenburg
· Everdingen
· Haarzuilens
· Hagestein
· Harmelen
· Hoenkoop
· Hoogland
· Houten
· Indijk
· Jaarsveld
· Jutphaas
· Kamerik
· Kockengen
· Langbroek
· Leersum
· Linschoten
· Loenen
· Loenersloot
· Loosdrecht
· Maarn
· Maarssen
· Maarsseveen
· Maartensdijk
· Mijdrecht
· Nigtevecht
· Noord-Polsbroek
· Odijk
· Oudenrijn
· Polsbroek
· Rijsenburg
· Ruwiel
· Schalkwijk
· Snelrewaard
· Sterkenburg
· Stoutenburg
· Tienhoven
· Vianen 
· Vinkeveen
· Vinkeveen en Waverveen
· Vleuten
· Vleuten-De Meern
· Vreeland
· Vreeswijk
· Waarder
· Waverveen
· Werkhoven
· Westbroek
· Willeskop
· Willige Langerak
· Wilnis
· Zegveld
· Zuilen
· Zuid-Polsbroek